# Herbert Geisberger
Herbert Geisberger (* 10. Januar 1985 in Bad Aibling) ist ein deutscher Eishockeyspieler, der seit Juli 2020 erneut bei den Selber Wölfen in der Oberliga unter Vertrag steht.

## Spielerkarriere
Geisberger begann seine Karriere im Nachwuchs der Starbulls Rosenheim, wo er ab 2000 mit der Juniorenmannschaft in der Deutschen Nachwuchsliga aktiv war. Während der Saison 2002/03 absolvierte er seine ersten drei Spiele für die Seniorenmannschaft der Starbulls, die damals in der viertklassigen Regionalliga aktiv war. Nach einer weiteren Spielzeit in Rosenheim, in der er 26 Regionalliga-Partien machte und dabei 29 Scorerpunkte erzielte, wechselte er in die Deutsche Eishockey Liga zu den Grizzly Adams Wolfsburg.
Mit den Wolfsburgern stieg Geisberger zum Saisonende in die 2. Bundesliga ab. Der Stürmer konnte in insgesamt 53 DEL-Spielen zweimal punkten. Geisberger blieb zwei weitere Jahre in Wolfsburg und feierte mit dem Klub 2007 die Meisterschaft der 2. Bundesliga. Anschließend verließ er den Verein und schloss sich den Moskitos Essen an, die ihn mit einem Einjahresvertrag ausstatteten. Da die Moskitos im Sommer 2008 Insolvenz anmelden mussten und folglich ihren Spielbetrieb in der Regionalliga fortsetzten, wechselte er zum SC Bietigheim-Bissingen, mit dem er die Meisterschaft der 2. Bundesliga gewann. Für die Saison 2009/10 unterzeichnete er einen Vertrag bei Deggendorf Fire, wo er mit 35 Punkten bester Scorer seines Teams war. Nach einer Saison in Deggendorf kehrte er zum Oberliga-Aufsteiger Moskitos Essen zurück. Im Sommer 2011 unterschrieb er einen Vertrag bei den Selber Wölfen.
Zwischen Oktober 2018 und März 2020 stand er beim Süd-Oberligisten EV Weiden unter Vertrag, bevor er im Juli 2020 wieder in die Porzellanstadt zu den Selber Wölfen zurückgekehrt ist. 

## Karrierestatistik
(Legende zur Spielerstatistik: Sp oder GP = absolvierte Spiele; T oder G = erzielte Tore; V oder A = erzielte Assists; Pkt oder Pts = erzielte Scorerpunkte; SM oder PIM = erhaltene Strafminuten; +/− = Plus/Minus-Bilanz; PP = erzielte Überzahltore; SH = erzielte Unterzahltore; GW = erzielte Siegtore; 1 Play-downs/Relegation; Kursiv: Statistik nicht vollständig)